# Карл Бернхард фон Саксония-Ваймар-Айзенах
Карл Бернхард фон Саксония-Ваймар-Айзенах (на немски: Karl Bernhard von Sachsen-Weimar-Eisenach; * 30 май 1792, Ваймар; † 31 юли 1862, Бад Либенщайн) от Ернестинските Ветини, е принц и херцог на Саксония-Ваймар-Айзенах, също писател за пътувания и математик, военен, участник в Наполеоновите войни.

## Живот
Той е вторият син на велик херцог Карл Август фон Саксония-Ваймар-Айзенах (1757 – 1828) и първата му съпруга принцеса Луиза фон Хесен-Дармщат (1757 – 1830), дъщеря на Лудвиг IX, ландграф на Хесен-Дармщат. По-големият му брат Карл Фридрих става през 1828 г. велик херцог на Саксония-Ваймар-Айзенах.
Като втори син Карл Бернхард е обучен военно в Дрезден и служи в саксонската войска, по-късно е генерал в нидерландската войска.
Бернхард се жени на 30 май 1816 г. в Майнинген за Ида (1794 – 1852), дъщеря на херцог Георг I фон Саксония-Майнинген. Тя е по-малка сестра на британската кралица Аделхайд фон Саксония-Майнинген (1792 – 1849), от 1818 г. съпруга на крал Уилям IV.
През 1825 г., а след това и през 1828 г. на конференцията в Лондон, Русия предлага Карл Бернхард за новосъздадения трон на Гърция, но той решително отказва това.
След смъртта на най-големия му син Карл Бернхард напуска войската. Той е масон. От млади години пътува и пише книги за пътуването му в Америка. Той се занимава и с математика.
През 1837 г. той е в Русия и след това за по-дълго при снаха си Аделхайд в Мадейра.
- Карл Бернхард 1812
- Принцеса Ида фон Саксония-Майнинген, 1808

## Деца
Карл Бернхард и Ида имат децата:
- Луиза (1817 – 1832)
- Вилхелм (1819 – 1839)
- Амалия (1822 – 1822)
- Едуард (1823 – 1902), британски фелдмаршал, женен 1851 в Лондон за лейди Августа Гордон-Ленокс (1827 – 1904)
- Херман (1825 – 1901), вюртембергски генерал-майор, женен 1851 за принцеса Августа фон Вюртемберг (1826–1898), дъщеря на крал Вилхелм I фон Вюртемберг
- Густав (1827 – 1892), женен морганатически 1870 за Пиерина Марочия, нобиле де Маркаини (1845 – 1879)
- Анна (1828 – 1864)
- Амалия Мария (1830 – 1872), омъжена 1853 г. за принц Хайнрих Нидерландски (1820 – 1879)